# 河南南阳恐龙蛋化石群国家级自然保护区
河南南阳恐龙蛋化石群国家级自然保护区分布于河南省南阳市伏牛山南麓的西峡县、内乡县、淅川县、镇平县境内。自然保护区面积达780.15平方公里，主要保护对象为恐龙蛋化石，保护区范围内恐龙蛋化石有8科12属25种。南阳恐龙蛋化石群是目前中国境内面积最大、数量最多、种类最全的恐龙蛋化石群，同时南阳恐龙蛋化石群也是中国发现年代最早的恐龙蛋化石群，时代大约为中生代白垩纪早期。在南阳恐龙蛋化石群发现之前，全世界出土的恐龙蛋化石还不足500枚，像这样数量达10万-40万枚左右的的恐龙蛋化石实属罕见，震惊世界，因此被称为“世界第九大奇迹”。

## 历史
1993年7月3日，科学家在西峡发现了7个恐龙蛋化石埋藏地点。其中以西峡县丹水镇上田村西坡最为集中。另在该县阳城乡赵营村西南白垩纪地层中，除有大量恐龙蛋化石外，还发现了恐龙骨骼化石。 
1994年3月25日，在中国21世纪议程优先项目行动计划中，“河南西峡恐龙蛋化石保护与古环境变迁对全球变化的影响”项目，从全国500多项申报项目中脱颖而出，被选入优先进行的62项之中。
1995年3月15日下午5时，北京大学陈章良博士对外宣布，北京大学生命科学学院的科学家们，成功地从西峡的一枚特殊的恐龙蛋化石中获得了恐龙基因片段。
2000年8月，河南西峡恐龙蛋化石遗迹被列入“国家地质遗迹保护规划”。同年12月30日，河南省政府正式批准建立“河南南阳恐龙蛋化石群古生物遗迹省级自然保护区”，这也是河南省第一个地质遗迹类古生物遗迹类型的省级自然保护区。2003年，中华人民共和国国务院正式批准建立“南阳恐龙蛋化石群国家级自然保护区。

## 科学和社会价值
由于南阳恐龙蛋化石群集稀有性、唯一性、典型性、自然性和系统完整性于一身，属于一种特殊环境条件下保存规模较大的古生物化石遗迹，在中国国内是一枝独秀，在国际也有重大的影响和特殊的科学研究价值，能为国内外地质学家和古生物学家研究白垩世末的生物绝灭事件、地质灾变事件、中央造山带演化、全球性的地层划分对比、生物及其生态环境的演替、气候变迁、恐龙家族的兴衰及其生活习性和食物链结构等科学问题，提供多方面的实际材料。因此，它曾被称为“震惊全世界的科学发现和20世纪“世界第九大奇迹”及“93世界十大科技新闻”之一。同时，它也为科学普及、宣传教育及当地旅游业的开发和发展，提供了十分良好的资源和场所。